# Saint-Ouen-sur-Gartempe
Saint-Ouen-sur-Gartempe é uma comuna francesa na região administrativa da Nova Aquitânia, no departamento de Alto Vienne. Estende-se por uma área de 22,12 km². Em 2010 a comuna tinha 220 habitantes (densidade: 9,9 hab./km²).